# District Nagajbakski
Het district Nagajbakski (Russisch: Нагайбакский район) is een gemeentelijk district in het midzuiden van de Russische oblast Tsjeljabinsk. Het district heeft een oppervlakte van 3.022 km² en telde 24.310 inwoners bij de volkstelling van 2002 tegen 43.876 bij de volkstelling van 1989. Het bestuurlijk centrum is de plaats Fersjampenoeaz. Het district is vernoemd naar de gelijknamige Tataarse bevolkingsgroep der Nagajbaken.

## Geografie en economie
Het district ligt in het zuidwesten van de steppezone. In het westen, noordwesten en noorden grenst het aan het district Verchneoeralski, in het noordoosten en oosten aan het district Tsjesmenski, in het zuiden en zuidwesten aan het district Agapovski en in het zuidoosten en zuiden aan het district Kartalinski en het stedelijk district van Magnitogorsk.
De bevolking werkt met name in de landbouw (graan en veeteelt). Verder bevinden zich er een aantal mijnbouwbedrijven, die onder andere koper, zink en piëzo-elektrische kristallen.

## Bestuurlijke indeling
Onder de jurisdictie van het district vallen 37 plaatsen, waaronder een tweetal selo's (Parizj (met Eiffeltoren) en Fersjampenoeaz; beide vernoemd naar plaatsen in Frankrijk), een stedelijke nederzetting (Joezjny) en de rest bestaat uit posjoloks.

## Demografie
De bevolking bestaat voor 42% uit Russen, 37% uit Nagajbaken, 12% uit Kazachen en voor 9% uit nog 9 nationaliteiten. De christelijke Nağaybäklär kwamen hier in 1736 naartoe na een decreet van tsarina Anna om er een regiment (vojsko) van de Orenburg-Kozakken te vormen voor de bescherming van de Russische grens tegen invallen van de Basjkieren. Dit regiment zou deelnemen aan vele Russische oorlogen, waaronder die tegen Napoleon. Bij terugkeer stichtten de Nagajbaken verschillende dorpen vernoemd naar Franse en Duitse plaatsen.